# Drew Bailey
Drew Bailey (geboren 1976 oder 1977) ist ein australischer Filmproduzent.

## Werdegang
Bailey wuchs in Dapto, einer Vorstadt von Wollongong City, auf.
Als Produzent war er gemeinsam mit dem Regisseur Luke Doolan bei der Oscarverleihung 2010 mit dem Film Miracle Fish für den Oscar für den besten Kurzfilm nominiert.

## Filmografie (Auswahl)
- 2009: Miracle Fish
- 2012: Cryo
- 2020: Noch einmal, June (June Again)